# Letiště Bern
Letiště Bern (IATA: BRN, ICAO: LSZB), německy Flughafen Bern, oficiálně Regionální letiště Bern-Belp (německy Regionalflugplatz Bern-Belp), je letiště, které se nachází 7 km jihovýchodně od švýcarského hlavního města Bernu. Jmenuje se po vesnici Belp, ve které leží.
Letiště má tři značené vzletové a přistávací dráhy – asfaltová dráha 14/32, měřící 3200 m a dvě travnaté dráhy – L/R a R/L, měřící 650 m. Dále je na letišti jedna krátká neznačená travnatá dráha a dva heliporty. V roce 2008 začalo fungovat radarové a světelné navádějí ranveje ILS.
K dopravě na letiště slouží dvě autobusové linky – linka 334 byla otevřena v roce 2009 a spojuje terminál s bernským nádražím, druhá linka 160 vede do vesnicí Belp a Münsingen.
Biderhangar, jeden z letištních hangárů, byl postaven švýcarským průkopník letectví Oskarem Biderem. V roce 2008 byl začleněn do seznamu Národního kulturního dědictví.

## Aerolinie a destinace
Lety z a na letiště Bern se v průběhu času měnily, letiště umožňovalo v různých obdobích spojení např. následujícími leteckými společnostmi s letišti Air France – Airlinair – Paříž (letiště Orly), Flybe – Southampton, Manchester (sezónní), Birmingham (sezónní), Hamburg International – Londýn (letiště Gatwick), Lufthansa – Cirrsus Airlines – Mnichov, Lufthansa Regional – Augsburg Airways – Mnichov, Sky Work Airlines – Barcelona, Džerba, Elba, Hammámet, Ibiza, Olbia, Preveza, Priština, Tabarka, Tortoli, Vídeň, Zakynthos.
Letecké společnosti přestaly postupně lety z Bernu do evropských metropolí provozovat. (Švýcarsko je se světem spojeno mezinárodními letišti Curych, Basilej/Mylhúzy/Freiburg a Ženeva.)
Aktuálně se z bernského letiště pravidelně létá do následujících destinací (aktualizováno 3. dubna 2024).
| Letecká společnost | Destinace | Destinace                         |
| ------------------ | --------- | --------------------------------- |
| Helvetic Airlines  | Kypr      | Sezónně: Larnaka                  |
| Helvetic Airlines  | Řecko     | Sezónně: Heráklion · Kos · Rhodos |
| Helvetic Airlines  | Španělsko | Sezónně: Palma de Mallorca        |
| Helvetic Airlines  | Tunisko   | Sezónně: Džerba                   |

## Galerie

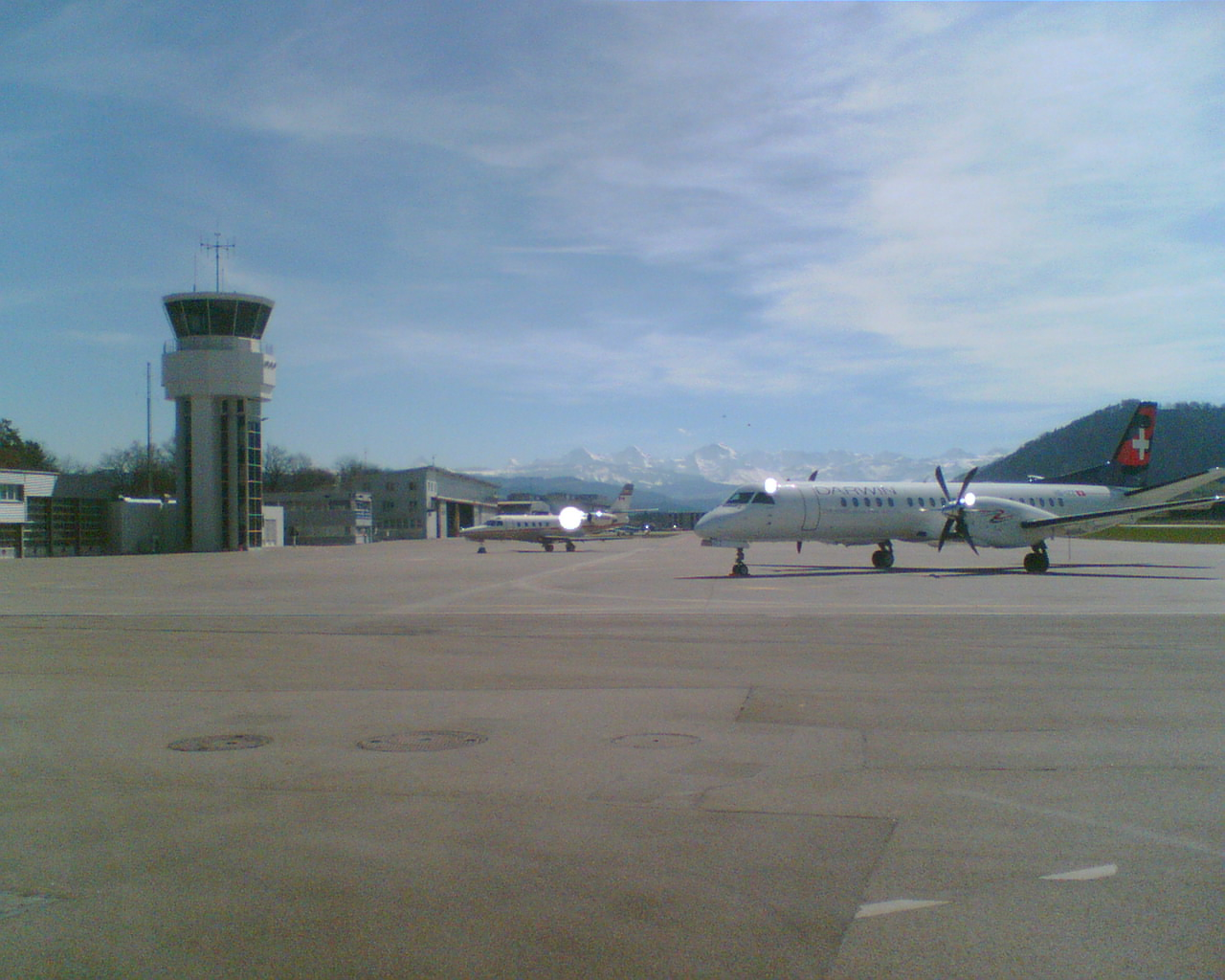
Bernské letiště 2006
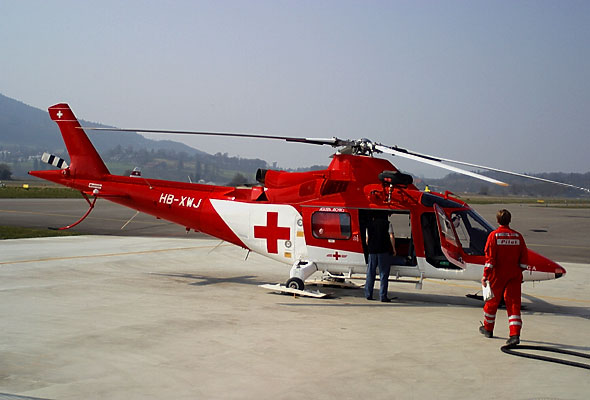
Vrtulník společnosti Rega
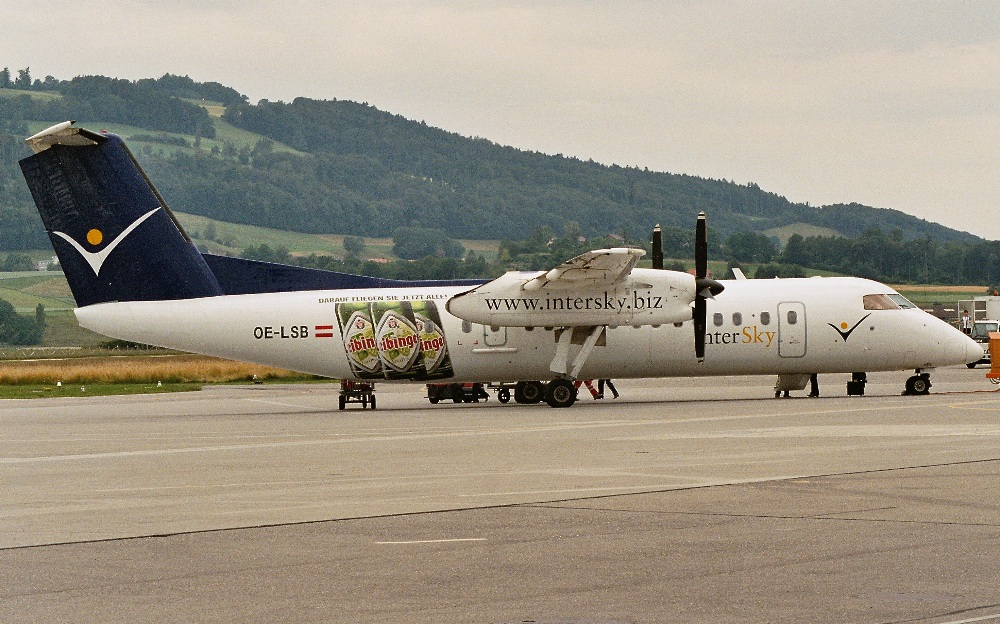
Letoun společnosti InterSky